# XIIe Congrès olympique
Le XIIe Congrès olympique se tient du 29 août au 3 septembre 1994 au Palais Bercy de Paris. Ce Congrès est surnommé « Congrès du Centenaire » ou « Congrès de l'Unité ». Il chevauche la 103e session ordinaire du CIO qui se tient sur le même site.
Il commémore les cent ans de la restauration des Jeux olympiques et de la création du CIO par Pierre de Coubertin qui avait en 1894 convoqué le premier Congrès olympique  dans l'amphithéâtre de la Sorbonne à Paris.
Un relais de la flamme olympique est par ailleurs organisé entre la tour Eiffel et le Palais Bercy.
Le Congrès avait pour thème principal la protection de l'environnement mais des discussions sur la place du sport et plus particulièrement des Jeux olympiques dans la société ont également été organisées, portant par exemple sur les médias de masse ou le contexte social de l'époque.
En tout, plus de 3 000 personnes assistent au Congrès et participent aux différents débats, dont 101 membres du CIO. Il est présidé par Juan Antonio Samaranch, alors président de l'organisation olympique.